# Agrocybe attenuata
Agrocybe attenuata är en svampart som först beskrevs av Robert Kühner, och fick sitt nu gällande namn av Peter D. Orton 1960. Agrocybe attenuata ingår i släktet marktofsskivlingar och familjen Strophariaceae.   Inga underarter finns listade i Catalogue of Life.